# Hydroxyde métallique
Les hydroxydes métalliques sont des hydroxydes de métaux.

## Exemples

### Hydroxydesalcalino-terreux
- Hydroxyde de béryllium Be(OH)2
- Hydroxyde de magnésium Mg(OH)2 (MDH en anglais, charge ignifugeante)
- Hydroxyde de calcium Ca(OH)2, ou « chaux éteinte »
- Hydroxyde de strontium Sr(OH)2
- Hydroxyde de baryum Ba(OH)2 (existe sous deux formes hydratées)

### Hydroxydes demétal pauvre
- Hydroxyde d'aluminium (ATH, charge ignifugeante)
- Hydroxyde de cadmium
- Hydroxyde de plomb(II)
- Hydroxyde de zinc

### Autres
- Hydroxyde d'argent(I)
- Hydroxyde de fer
- Hydroxyde de nickel(II)
- Hydroxyde d'uranyle